# Carollia colombiana
Carollia colombiana (Cuartas, Muñoz & González, 2001) è un Pipistrello della famiglia dei Fillostomidi endemico della Colombia.

## Descrizione

### Dimensioni
Pipistrello di piccole dimensioni, con la lunghezza della testa e del corpo di 60 mm, la lunghezza dell'avambraccio tra 37,5 e 39,8 mm, la lunghezza della coda tra 8 e 10 mm, la lunghezza del piede tra 10 e 13 mm, la lunghezza delle orecchie tra 18 e 19 mm.

### Aspetto
La pelliccia è corta, densa, setosa, si estende sull'avambraccio e sulle dita dei piedi. I peli sono ovunque quadricolori. Le parti dorsali sono bruno-rossastre scure, mentre le parti ventrali sono bruno-cannella chiaro. Il muso è allungato e conico. La foglia nasale è ben sviluppata, lanceolata, con la porzione inferiore saldata al labbro superiore mentre i bordi laterali sono ben separati. Sul mento è presente una grossa verruca circondata da altre più piccole disposte a U. Il trago è ha due dentellature sul bordo esterno. Le membrane alari sono marroni scure o nerastre e attaccate posteriormente lungo le anche. La coda è corta, circa un terzo della profondità dell'uropatagio, il quale è marrone scuro, ricoperto di peli fino a metà ed ha il margine libero a forma di V rovesciata. Il calcar è corto.

## Biologia

### Alimentazione
Si nutre di frutta.

## Distribuzione e habitat
Questa specie è conosciuta soltanto nella cordigliera centrale della Colombia nord-occidentale.

## Conservazione
Questa specie, essendo stata scoperta solo recentemente, non è stata sottoposta ancora a nessun criterio di conservazione.